# Évita Muzic
Évita Muzic (Lons-le-Saunier, 26 de mayo de 1999) es una deportista francesa que compite en ciclismo en la modalidad de ruta. Ganó una medalla de bronce en el Campeonato Europeo de Ciclismo en Ruta de 2021, en la prueba de ruta sub-23.

## Medallero internacional
| Campeonato Europeo | Campeonato Europeo | Campeonato Europeo | Campeonato Europeo |
| Año                | Lugar              | Medalla            | Competición        |
| ------------------ | ------------------ | ------------------ | ------------------ |
| 2021               | Trento ( Italia)   | Medalla de bronce  | Ruta sub-23        |

## Palmarés
2020
- 1 etapa del Giro de Italia Femenino

2021
- Campeonato de Francia en Ruta
- 3.ª en el Campeonato Europeo en Ruta sub-23

2022
- Clásica Alpes Gresivaudan

2023
- Clásica Alpes Gresivaudan

2024
- 1 etapa de la Vuelta a España